# Cristhian Talero
Cristhian Camilo Talero Reyes (25 maart 1990) is een Colombiaans wielrenner die anno 2018 rijdt voor GW Shimano.

## Carrière
In 2011 won Talero de vierde etappe in de Ronde van Bolivia. In het eindklassement werd hij vijftiende. Zeven jaar later behaalde hij zijn tweede UCI-zege, toen hij de achtste etappe in de Ronde van Táchira won. Tussendoor behaalde hij nog brons in dep puntenkoers tijdens de nationale kampioenschappen baanwielrennen in 2015.

## Baanwielrennen

### Palmares
| Jaar | CK          | P-AK | WK | Overig |
| ---- | ----------- | ---- | -- | ------ |
| 2015 | Puntenkoers |      |    |        |

## Wegwielrennen

### Overwinningen
2011
4e etappe Ronde van Bolivia
2018
8e etappe Ronde van Táchira
Puntenklassement Ronde van Táchira

## Ploegen
- 2015 –  Movistar Team
- 2016 –  Movistar Team
- 2018 –  GW Shimano

Cardona · Martínez · Osorio · Ospina · Parra · Pedraza · Ramírez · Rendón · Reyes · Serpa · Talero · Tamayo